# (40764) Gerhardiser
(40764) Gerhardiser est un astéroïde de la ceinture principale.

## Description
(40764) Gerhardiser est un astéroïde de la ceinture principale. Il fut découvert le 13 octobre 1999 à Heppenheim par l'observatoire d'Heppenheim. Il présente une orbite caractérisée par un demi-grand axe de 3,07 UA, une excentricité de 0,13 et une inclinaison de 1,7° par rapport à l'écliptique.

## Compléments